# Massaker von Kissufim
Das Massaker von Kissufim ereignete sich während des Terrorangriffs der Hamas auf Israel ab 7. Oktober 2023 im Kibbuz Kissufim in Israels Südbezirk. Etwa 150 Mitglieder der  Hamas waren nach Durchbrechen der Sperranlagen um den Gazastreifen in die Siedlung und einen nahegelegenen IDF-Außenposten eingedrungen und töteten 16 Zivilisten, darunter sechs thailändische Arbeiter, sowie 27 Sicherheitskräfte. Ein weiterer Zivilist wurde irrtümlich von israelischen Soldaten getötet. Das Gebiet von Kissufim konnte erst am 12. Oktober vollständig gesichert werden.

## Lage und Beschreibung
Der 1951 gegründete Kibbuz Kissufim liegt im nordwestlichen Negev-Gebiet im Süden Israels, rund 2 km östlich des Gazastreifens. Die Wirtschaft des Kibbuz basiert größtenteils auf Milchproduktion, Geflügelzucht, Avocadoplantagen und der Verpachtung von Land an die Armee. Zum Zeitpunkt des Angriffs lebten im Kibbuz rund 385 Menschen. Bei Kissufim befindet sich auch ein IDF-Außenposten der für diesen Bereich zuständigen Golani-Brigade.

## Terrorangriff der Hamas auf den Kibbuz Kissufim
Am 7. Oktober 2023 um 06:29 Uhr Ortszeit begann der Angriff der Hamas mit einem Raketenbeschuss auf Zentral- und Südisrael, was auch in der grenznahen israelischen Siedlung Kissufim zur Auslösung von Raketenalarm (Tzeva Adom) führte, weshalb sich viele der Bewohner und Bewohnerinnen in die zu diesem Zweck errichteten Schutzräume ihrer Häuser (Merhav Mugan) begaben. Die ersten Terroristen drangen gegen 6:55 Uhr von Norden und Süden her in Kissufim ein, wo sie sich Schusswechsel mit israelischen Soldaten lieferten, welche sich von der Grenze und dem Zwischengelände zurückgezogen hatten. Das Haus des Sicherheitskoordinators des Kibbuz wurde von den Angreifern besetzt, während sich dieser zusammen mit seiner Familie im Schutzraum des Hauses versteckt hielt. Durch „IDF“-Rufe sollen die Terroristen versucht haben, verbarrikadierte Menschen zum Verlassen ihrer Häuser zu bewegen. Auch sabotierten die Angreifer scheinbar gezielt die Telefon-, Wasser- sowie Stromversorgung. Gegen 7:30 Uhr entführten Terroristen den Einwohner Shlomo Mansour aus dem nördlichen Viertel der Siedlung und ermordeten sechs thailändische Staatsbürger in den nahegelegenen Unterkünften der ausländischen Arbeiter. 
Gegen 8 Uhr führten Truppen der Golani-Brigade im Norden des Kibbuz einen Gegenangriff, während im Süden der Siedlung die bewaffneten Mitglieder des zivilen Sicherheitsteams und ein außer Dienst befindlicher IDF-Offizier die Terroristen durch Abwehrfeuer in ihrer Bewegungsfreiheit einschränkten. An der Kreuzung zwischen dem Tor der IDF-Basis und dem Kibbuz kam es gegen 9 Uhr zu einem Angriff der Golani-Truppen, wobei ein IDF-Soldat getötet und das Funkgerät eines Terroristen erbeutet werden konnte. Zwischenzeitlich gingen Panzer des 77. Bataillons der 7. Panzerbrigade außerhalb der Siedlung in Stellung und blockierten weitere Infiltrationsversuche von Terroristen. Die Golani-Truppen flankierten das Gebiet und gingen unterstützt durch einen Namer-Panzer innerhalb des Kibbuz vor.
Um 13:06 Uhr trafen die ersten Verstärkungstruppen des 450. Panzerbataillons der Bislamach-Brigade im Kibbuz ein und schlossen sich den Golani-Truppen und dem zivilen Sicherheitsteam an. Zudem erreichten auch Soldaten der Fallschirmjäger-Brigade Kissufim, welche sich zusammen mit den Soldaten der Bislamach-Brigade für einen Truppführerkurs an einem Stützpunkt in der Nähe von Jerocham befanden. Bei Durchsuchungen des zentralen Viertels fanden die Streitkräfte die Leichen der ermordeten Zivilisten Jina Semiatiz (90) und Ofer Ron (70).
Eine Truppe unter Führung des Kommandeurs des 450. Bataillons geriet beim Weitermarsch in Richtung des nördlichen Viertels in einen Hinterhalt von Terroristen, wobei fünf Soldaten – darunter vier Fallschirmjäger – getötet und fünf weitere Soldaten verwundet wurden, darunter der Bataillonskommandeur. Egoz-Kommandos sowie Mitglieder der Such- und Rettungseinheit 669 der Luftwaffe erreichten daraufhin das Gebiet, um die Verwundeten und Toten zu evakuieren. Eine weitere Einheit des 450. Bataillons durchsuchte unterdessen das südliche Viertel und fand in einem der Häuser die verbrannten Überreste der ermordeten Zivilisten Iván Saizar (46) und Loren Garcovich (47), deren Identität erst nach rund einem Monat geklärt werden konnte. Bis dahin hatte das Paar offiziell als vermisst gegolten. Kurze Zeit später kam es zum Angriff auf das von Terroristen besetzte Haus des Sicherheitskoordinators, wobei Saar Margolis (37) vom zivilen Sicherheitsteam und ein Fallschirmjäger getötet wurden. 
Gegen 15:30 Uhr trafen Kadetten der Offiziersschule Bahad 1 im Kibbuz ein, mussten sich jedoch aufgrund schweren Beschusses zurückziehen. Auch eine Einheit der Egoz-Kommandos musste seinen Versuch, das nördliche Viertel zu umgehen, aufgrund schweren Beschusses abbrechen, wobei einer der Kommandosoldaten getötet wurde. Um 17 Uhr begannen die israelischen Streitkräfte mit der Evakuierung der Zivilisten aus dem Kibbuz, wobei die Truppen Häuser durchsuchten und versteckte Familien retteten. Noch am Nachmittag oder Abend ermordeten Terroristen die Familie Zak – die Eheleute Itay (53) und Etti (50), sowie den Sohn Sagi (15) – welche im Schutzraum ihres Hauses verbrannt wurden. Auch die nebenan wohnende Menuha Chulati (75) wurde lebendig verbrannt.
Bei der Rückeroberung eines Hauses in den Morgenstunden des 8. Oktober wurde der Familienvater Tom Godo (52) von Soldaten der Givʿati-Brigade irrtümlich als Terrorist identifiziert und erschossen. Dessen Frau und Töchter waren aus dem Fenster des Schutzraums geflohen und überlebten. Später wurden die Terroristen, die sich in Godos Haus aufgehalten hatten, in einem nahegelegenen Haus geortet. Die Soldaten versuchten erneut, die Terroristen aufzuspüren. Bei einem Schusswechsel mit ihnen wurden drei Soldaten verwundet. Nachdem einem Bewohner die Flucht durch ein Fenster gelungen war und dieser die Truppen darüber informiert hatte, dass sich kein weiterer Zivilist mehr im Gebäude aufhielt, wurde dieses in Brand geschossen und die darin befindlichen Terroristen bei Fluchtversuchen getötet.
Am 9. Oktober wurde der Leiter der Kibbuz-Molkerei, Reuven Heinik (56), von Terroristen ermordet, die sich im Kuhstall versteckt gehalten hatten. Heinik war eine Genehmigung zum Betreten des Sperrgebiets erteilt worden, um die Kühe der Siedlung zu versorgen. Die Terroristen wurden anschließend durch den Beschuss eines Panzers und eines Hubschraubers getötet. Später am selben Tag wurden bei einem weiteren Schusswechsel im Zentrum von Kissufim zwei Terroristen und ein Egoz-Kommandosoldat getötet.
Am 10. Oktober übernahm ein Reservebataillon der 5. Brigade das Kommando über den Kibbuz und suchte weiter nach verbleibenden Bedrohungen. Der letzte Terrorist in Kissufim wurde am 12. Oktober im Zuge eines Schusswechsels, bei dem mehrere Soldaten verwundet wurden, getötet. Laut IDF-Untersuchungsbericht war der Kibbuz von etwa 60 Terroristen infiltriert worden, von denen rund 30 getötet wurden. Etwa 50 weitere kamen im Umland der Siedlung ums Leben.
Der 85-jährige Shlomo Mansour aus Kissufim galt nach dem Angriff als vermisst. Es wurde angenommen, dass er von der Hamas in den Gazastreifen entführt worden war. Am 11. Februar 2025 wurde Mansour, ein Überlebender des Farhud-Pogroms im Irak und einer der Gründer des Kibbuz Kissufim, vom israelischen Militär für tot erklärt. Nach Darstellung der IDF sei er bereits am 7. Oktober 2023 getötet und seine Leiche nach Gaza überführt worden. Die Rückführung seiner Leiche nach Israel erfolgte am 27. Februar 2025 im Zuge eines Waffenstillstandes.
Am 19. Oktober 2023 wurde die 12-jährige Noya Dan aus Kissufim, welche zum Zeitpunkt des Angriffs ihre Großmutter in Nir Oz besuchte, ermordet im Gebiet des Grenzzaunes aufgefunden.

## Terrorangriff der Hamas auf den IDF-Posten Kissufim
Nach Durchbrechen der Sperranlagen lieferten sich die Terroristen, welche auf Kissufim vordrangen, rund eine Stunde lang schwere Kämpfe mit in der Gegend stationierten IDF-Truppen, welche sich schließlich aufgrund Munitionsmangels zum Kibbuz und IDF-Posten zurückzogen. Ein Soldat der Golani-Brigade, Tomer Nagar, leistete den Angreifern mit einem Negev-Maschinengewehr zwischen 25 und 40 Minuten Widerstand, ehe er überrannt und getötet wurde. In seiner Verteidigungsposition konnten später 675 Patronenhülsen aufgefunden werden. Laut IDF-Untersuchungsbericht verzögerte sein Widerstand das Vorrücken der Terroristen entscheidend und erlaubte es der Garnison, eine provisorische Verteidigung zu organisieren, sowie unbewaffnete weibliche Soldaten, Verwundete, sowie drei Zivilisten mit einem Baby in den geschützten Kommandoraum zu bringen. Zu Ehren von Nagar wurde ein Visier-Adapter für das Negev-MG nach ihm benannt.
Den Terroristen gelang es anschließend, in die Basis einzudringen und den nördlichen Teil zu erreichen, der an den Kibbuz angrenzt. In der Basis kam es zu schweren Gefechten, unter anderem am Schutzbunker und in der Nähe der Frauenunterkünfte. Erst gegen 13:45 Uhr trafen die ersten Verstärkungstruppen der Egoz-Kommandoeinheit am IDF-Posten ein. Die Soldaten schlossen sich dem Kommandeur des 51. Bataillons der Golani-Brigade an und teilten sich auf. Eine Gruppe operierte im Süden der Basis, wo sich der Kommandoraum und der Speisesaal befanden, die andere im Norden, wo der Schutzraum und die Frauenbaracken lagen. Innerhalb der nächsten Stunden konnte der IDF-Posten zurückerobert werden; in den Kämpfen zur Verteidigung und Rückeroberung wurden 18 Soldaten getötet, darunter 14 der Golani-Brigade, drei der Egoz-Einheit und einer der Gaza-Division. Letzterer, der gebürtige Peruaner Brando Flores Garcia, lebte seit seinem 14. Lebensjahr in Israel und war neben seinem Militärdienst Profifußballer bei Maccabi Beʾer Scheva.
Laut IDF-Untersuchung wurde der Posten von etwa 40 Terroristen angegriffen, von denen rund 25 getötet werden konnten. Die israelische Luftwaffe leistete während der Kämpfe Hilfe, doch die Untersuchung ergab, dass sie bei der Beendigung des Angriffs keine bedeutende Rolle spielte.

## Nach dem Angriff
Die meisten Bewohner wurden über Nacht und in den Morgenstunden des 8. Oktober evakuiert, darunter 58 schulpflichtige Kinder. Ausschnitte einer Body-Cam-Aufnahme eines Terroristen, der den Angriff auf Kissufim mitgefilmt hatte und der beim Angriff auf den IDF-Stützpunkt Reʿim getötet worden war, wurden später von CNN veröffentlicht.
Am 1. Januar 2024 gaben die IDF bekannt, den für den Angriff auf Kissufim verantwortlichen Hamas-Kommandeur Adil Mismah durch einen Luftangriff in Dair al-Balah im Gazastreifen getötet zu haben.